# Skälby, Kalmar
Skälby är ett grönområde i Kalmar. Där finns öppna ekdungar och stora gräsfält.
Där finns även en 4H-gård där besökarna kan komma nära djuren. Det finns även en frisbeegolfbana.